# Jałowcowy Garb
Jałowcowy Garb (1017 m) – niewybitne, porośnięte lasem wzniesienie w Pasmie Babiogórskim w Beskidzie Żywieckim (wg najnowszych podziałów Karpat w Beskidzie Żywiecko-Orawskim).
Wznosi się w głównym grzbiecie wododziałowym Karpat (będącym tu fragmentem Wielkiego Europejskiego Działu Wodnego), pomiędzy Przełęczą Jałowiecką Północną i Południową na zachodnim skraju masywu Babiej Góry. Wspomnianym grzbietem przez Jałowcowy Garb biegnie granica polsko–słowacka. Część szczytowa stanowi szerokie wypłaszczenie.
Jałowiecki Garb znajduje się w Babiogórskim Parku Narodowym, w granicach wsi Zawoja w województwie małopolskim, w powiecie suskim, w gminie Zawoja.

## Szlaki turystyczne
Główny Szlak Beskidzki na odcinku Markowe Szczawiny – Mędralowa
 zielony Diablak – przełęcz Klekociny
 niebieski Diablak – Mędralowa